# Мрежа заштићених подручја на Дунаву
Мрежа заштићених подручја на Дунаву створена је 2009. године имплементацијом пројекта
DanubeParksCnected, започетог априла 2007. Састоји се од 16 заштићених подручја у 8 подунавских земаља. Циљ пројекта је да се окупе све управе заштићених подручја дуж Дунава и његових већих притока које деле исте проблеме и имају сличне циљеве, а могу их успешније решити блиском сарадњом. У пројекту учествује 15 партнера из 8 дунавских земаља: Немачке, Аустрије, Словачке, Мађарске, Хрватске, Србије, Бугарске и Румуније, као и 10 придружених партнера из подунавских и 3 друге европске државе: Молдавије, Француске и Украјине.

## О пројекту
Мрежа заштићених подручја Дунава чува највредније локалитете дуж тока Дунава, али фрагментација станишта ограничава напоре у очувању јединствености екосистема. Тако је дошло до потребе за сарадњом подунавских земаља са циљем обнављања и одржавања повезаности свих елемената станишта. По први пут су се заштићена подручја дуж Дунава заједнички супротставила изазовима и проблемима на нивоу целог тока. Оформљени су међународни тимови са задатком промовисања интензивне размене искуства у менаџменту станишта, очувању водећих врста Дунава и речне морфологије. Разрађене су међународне стратегије и имплементирани пилот пројекти од значаја за цео ток реке.
Међутим, међународна сарадња заштићених подручја Дунава представља много више од борбе за животиње и биљке. Она подразумева подизање свести о вредностима нетакнуте природе. Централна тема комуникације постао је Међународни дунавски фестивал, који се сваке године организује у центрима за посетиоце заштићених
подручја и чији је циљ да у акцију укључи и инспирише локално становништво региона.
Програм се спроводи кроз пројекте који симболично представљају заштиту 4 основна елемента у природи - земље, воде, ваздуха и ватре (која овде представља комуникацију).

### Земља
У природним речним системима постоје и сува станишта, која су данас врло често фрагментисана на изолованим површинама. У оквиру пројекта спроводе се активности прекограничне испаше стоке због ефикаснијег управљања сувим стаништима. Такође је успостављена сарадња са шумарским сектором како би се дефинисале потребне мере и активности у циљу даљег развоја коридора шума и шумских подручја.

### Вода
Партнерска сарадња између различитих сектора на реци Дунав штити дунавске аде, који су станишта многим карактеристичним врстама и водећи су индикатори нетакнуте динамике реке.

### Ваздух
Овом компонентом пројекта жели се омогућити несметана миграција птица дуж Дунава. Током спровођења пројекта постигнута је сарадња са локалним оператерима електричне енергије и далековода, како би се инсталирала техничка решења која би онемогућила судар птица са електричним кабловима у заштићеним подручјима и онима који прелазе преко реке.

### Ватра
Различите комуникацијске активности симболично представљају ватру. Циљ ових активности је да се инспирише локално становништво региона и укључи у акцију заштите Дунава. Активности се спроводе кроз организовање волонтерских акција чишћења заштићених подручја, организовање бициклистичких тура по насипу дуж целог тока Дунава и слично.

## Заштићена подручја дуж тока Дунава

### Немачка
1. Дунавска речна шума Нојбург Инголштат налази се између Нојбурга и Инголштата. Површине је 3.686 ха и једна је од највећих обалских листопадних шума дуж немачког Дунава. На овом подручју спроводи се пројекат враћања речне динамике у плавне шуме.
2. Уска долина Дунава код Пасауа, површине 1.776 ха обухвата неколико заштићених подручја у горњем току Дунава, у Немачкој.

### Аустрија
3. Национални парк Дунав-Ауен налази се између Беча и Братиславе. Површине је 9.353 ха и једна је од последњих области слободног тока дуж горњег Дунава са одлично очуваним кохерентним плавним шумама. На овом подручју спроводе се пројекти најбоље праксе у ревитализацији реке.

### Словачка
4. Заштићено подручје Захорска налази се између реке Мораве и планине Мали Карпати. Површине је 27.522 ха и прво је заштићено низијско подручје у Словачкој. Пројектом се штите ретка станишта на Морави, највећој притоци Дунава у овом делу тока.
5. Заштићено подручје Дунавске мочваре налази се између Братиславе и Комарног. Површине е 12.284 ха и некада је била једна од најдинамичнијих унутрашњих речних делти у Европи. Подручје је у многоме измењено због хидроелектране Габичково, али се на њему и даље налазе бројна станишта значајног биодиверзитета.

### Мађарска
6. Национални парк Ферто-Хансаг налази се у Маћарској, на тромеђи са Аустријом и Словачком. Површине је 47.182 ха. У области око Нежидерског језера обухвата и део аустријске територије, због чега представља прекогранични национални парк. Национални парк такође управља и облашћу Сигеткоз на Дунаву, која се граничи са заштићеним подручјем Дунавских мочвара.
7. Национални парк Дунав-Ипeљ налази се северно од Будимпеште. Површине је 60.314 ха и једна је од најживописнијих области дуж тока Дунава, у коме река и околне планине чине јединствен пејзаж. У њему живи неколико заштићених ендемских биљних и животињских врста.
8. Национални парк Дунав-Драва налази се у близини јужне мађарске границе. Површине је 50.000 ха и обухвата плавна подручја под заштитом дуж Дунава и Драве. Познато је подручје на коме се гнезде црне роде.

### Хрватска
9. Парк природе Копачки рит налази се на ушћу реке Драве у Дунав. Површине је 23.891 ха. Позната је унутрашња делта на ушћу Драве у Дунав. Познат је по највећој густини узгајалишта орла белорепана.
10. Парк природе Лоњско поље налази се у централном басену реке Саве, 75 км низводно од Загреба. Површине је 50.650 ха и представља традиционални културни крај, савршено прилагођен плавном екосистему.

### Србија
11. Специјални резерват природе Горње Подунавље налази се на граници Србије са Мађарском и Хрватском. Површине је 19.605 ха и представља српски део плавног подручја у области тромеђе. Највећи је плавни комплекс на средњем Дунаву.
12. Национални парк Ђердап налази се на граници Србије са Румунијом. Површине је 63.608 ха. Најдоминантнији природни феномен парка је величанствена Ђердапска клисура, једна од најдужих и надубљих речних клисура у Европи.

### Бугарска
13. Парк природе Персина налази се око 80 км  узводно од бугарског града Русе. Површине је 22.000 ха и уз острво Белене највеће је дунавско острво у
Бугарској. Овај парк природе представља низијску речну секцију са својим широким речним коритом, бројним острвима, пешчаним обалама и динамичном морфологијом.
14. Парк природе Русенски Лом налази се у близини града Русе. Површине је 3.408 ха. У клисури коју је изградила река Русенски Лом налазе се прастари манастири у пећинама. Администрација парка такође управља и заштићеним подручјем Калимок-Брушлен.
15. Заштићено подручје Калимок-Брушлен налази се у североисточном делу Бугарске, 40 км низводно од града Русе. Површине је 6.000 ха и представља подручје драгоцених мочвара на Дунаву. Ревитализација ових мочвара може бити добар пример за даљу рестаурацију мочвара на доњем току Дунава у будућности.

### Румунија
16. Резерват биосфере Делта Дунава налази се у румунском округу Тулча. Површине је 580.000 ха. Друга је највећа делта у Европи, једна од најважнијих речних делти на свету и највеће заштићено подручје дуж Дунава.